# Roger Fernandes
Roger Fernandes (Bisáu, Guinea-Bisáu, 21 de noviembre de 2005) es un futbolista bisauguineano que juega como delantero en el Sporting Clube de Braga en la Primeira Liga de Portugal.

## Trayectoria

### Sporting Clube de Braga
Debutó profesionalmente con el Sporting Clube de Braga en la Supercopa de Portugal de 2021, una derrota por 2-1 ante el Sporting de Lisboa el 31 de julio de 2021. Con 15 años, 8 meses y 12 días, Fernandes es el participante más joven en la susodicha competención.

## Vida personal
Nacido en Guinea-Bisáu, Fernandes se mudó a Portugal a una edad temprana.

## Palmarés

### Títulos nacionales
| Título                      | Club        | País     | Año  |
| --------------------------- | ----------- | -------- | ---- |
| Copa de la Liga de Portugal | S. C. Braga | Portugal | 2024 |